# Sanxay
Sanxay ist eine französische Gemeinde mit 548 Einwohnern (Stand: 1. Januar 2022) im Département Vienne in der Region Nouvelle-Aquitaine; sie gehört zum Arrondissement Poitiers und zum Kanton Lusignan. Die Einwohner werden Sanxéens genannt.

## Geographie
Sanxay liegt etwa 22 Kilometer westsüdwestlich von Poitiers an der Vonne. Umgeben wird Sanxay von den Nachbargemeinden Les Forges im Norden, Boivre-la-Vallée mit Benassay im Norden und Nordosten, Curzay-sur-Vonne im Osten, Rouillé im Süden und Südosten, Saint-Germier im Süden und Südwesten, Ménigoute im Westen sowie Vasles im Nordwesten.

## Bevölkerungsentwicklung
| Jahr                      | 1962 | 1968 | 1975 | 1982 | 1990 | 1999 | 2006 | 2013 |
| Einwohner                 | 1016 | 977  | 869  | 701  | 630  | 649  | 561  | 553  |
| Quelle: Cassini und INSEE |      |      |      |      |      |      |      |      |

## Sehenswürdigkeiten
Siehe auch: Liste der Monuments historiques in Sanxay
- Römische Ruinen von Herbord (Amphitheater, Heiligtum, Thermen), seit 1882 Monument historique
- Brücke, erbaut 1688
- Kirche
- Burg Marconnay, Monument historique
- Schloss La Coincardière, Monument historique seit 1935

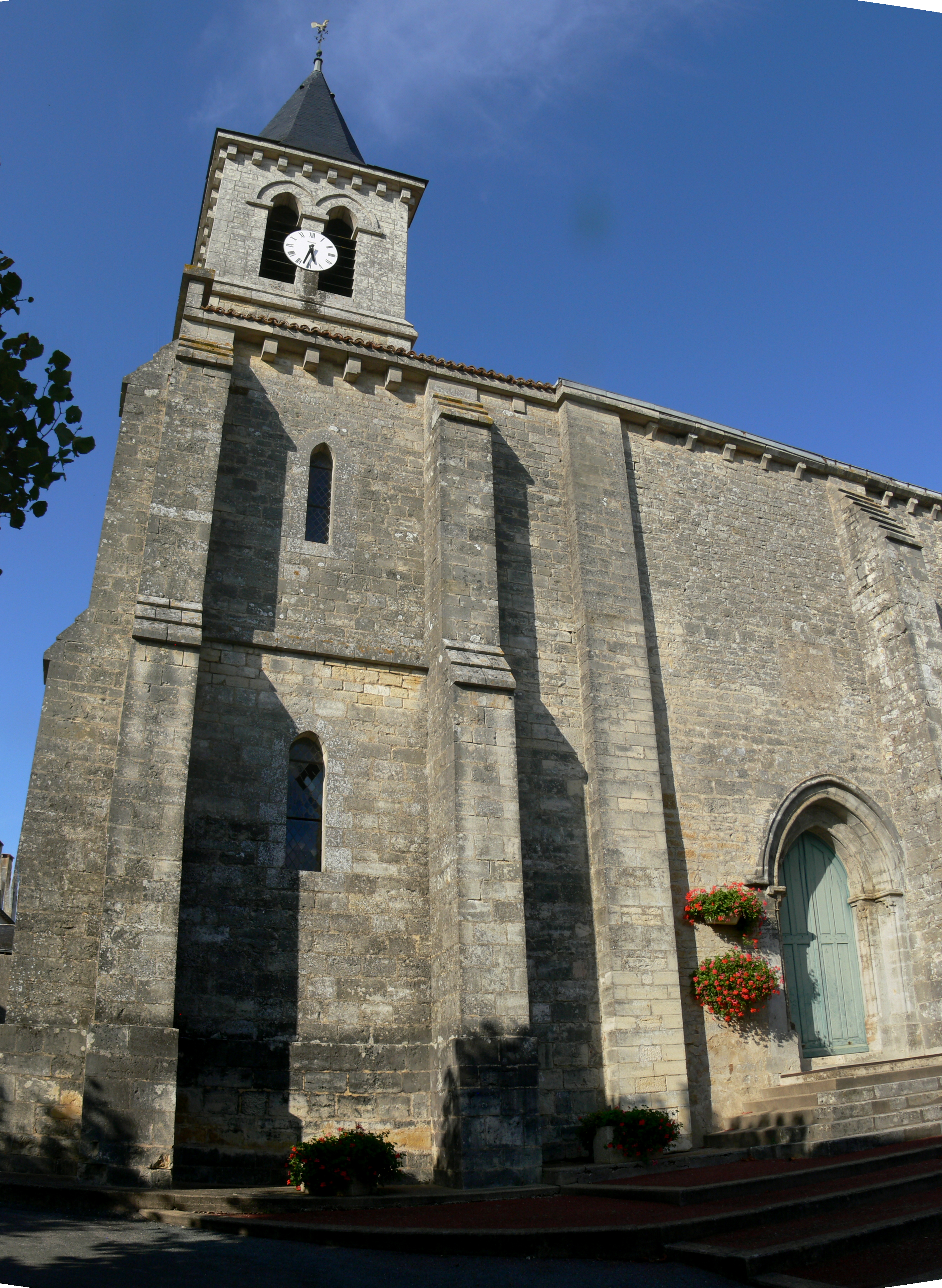
Kirche
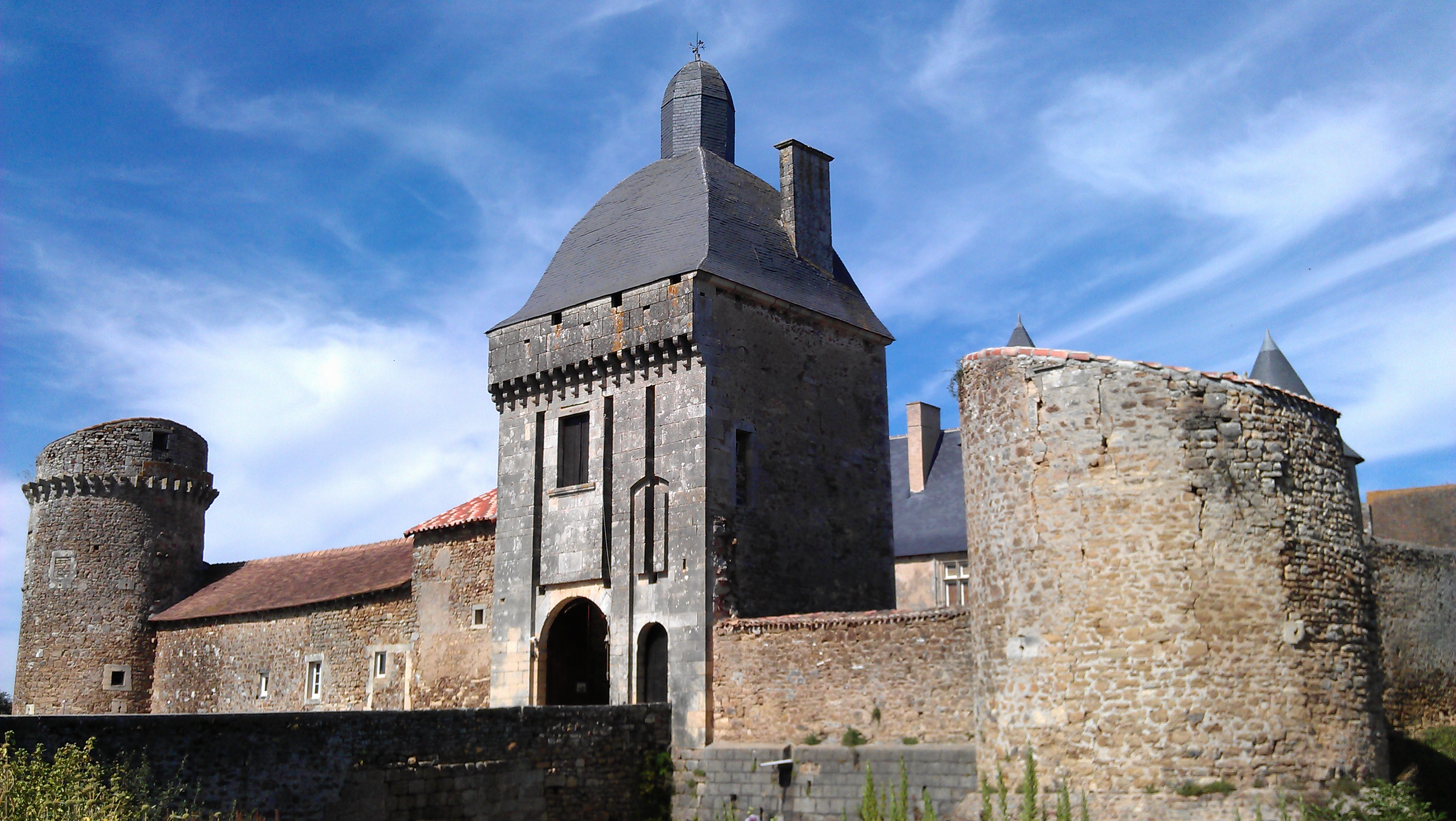
Burg Marconnay
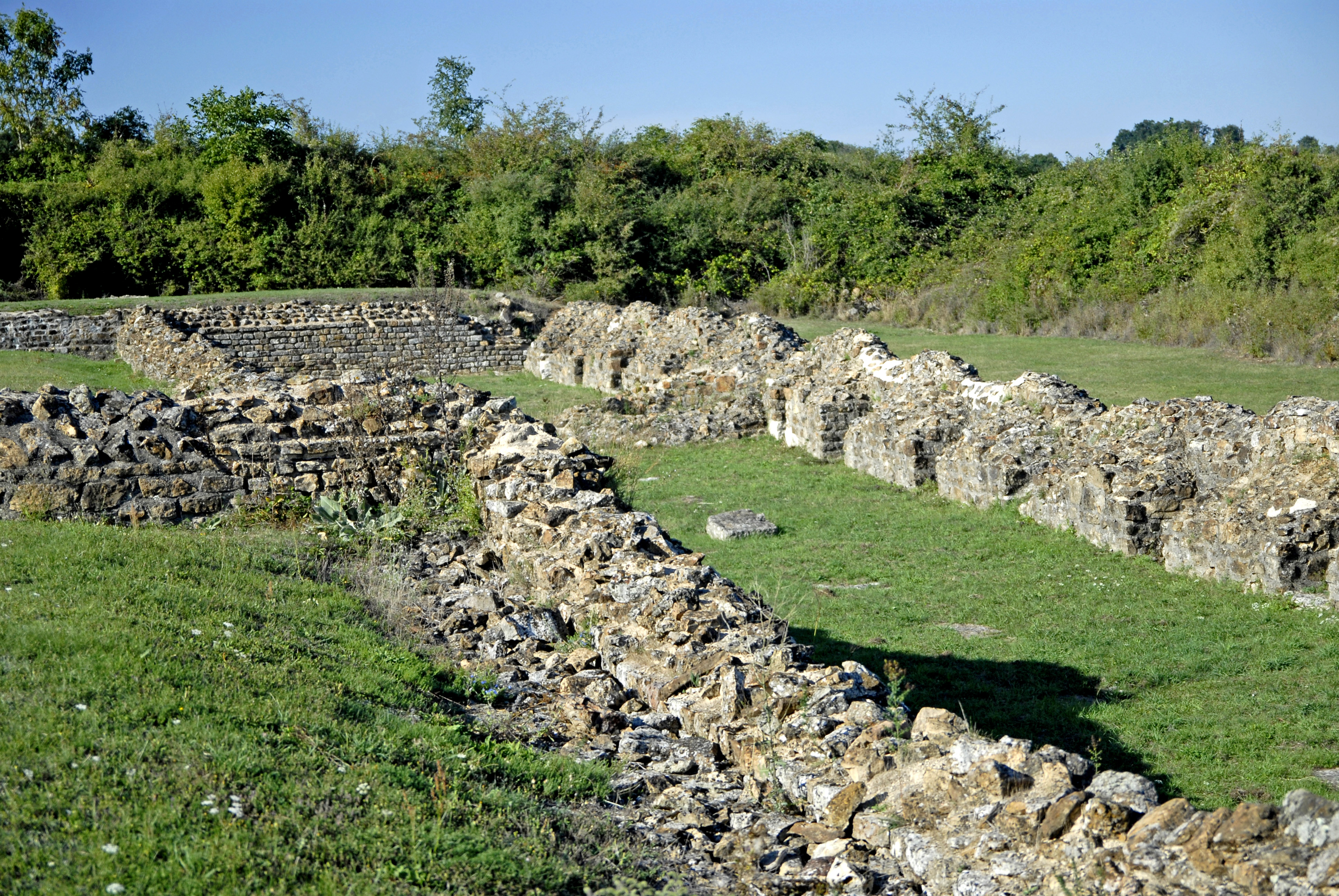
Reste der Tempelanlagen
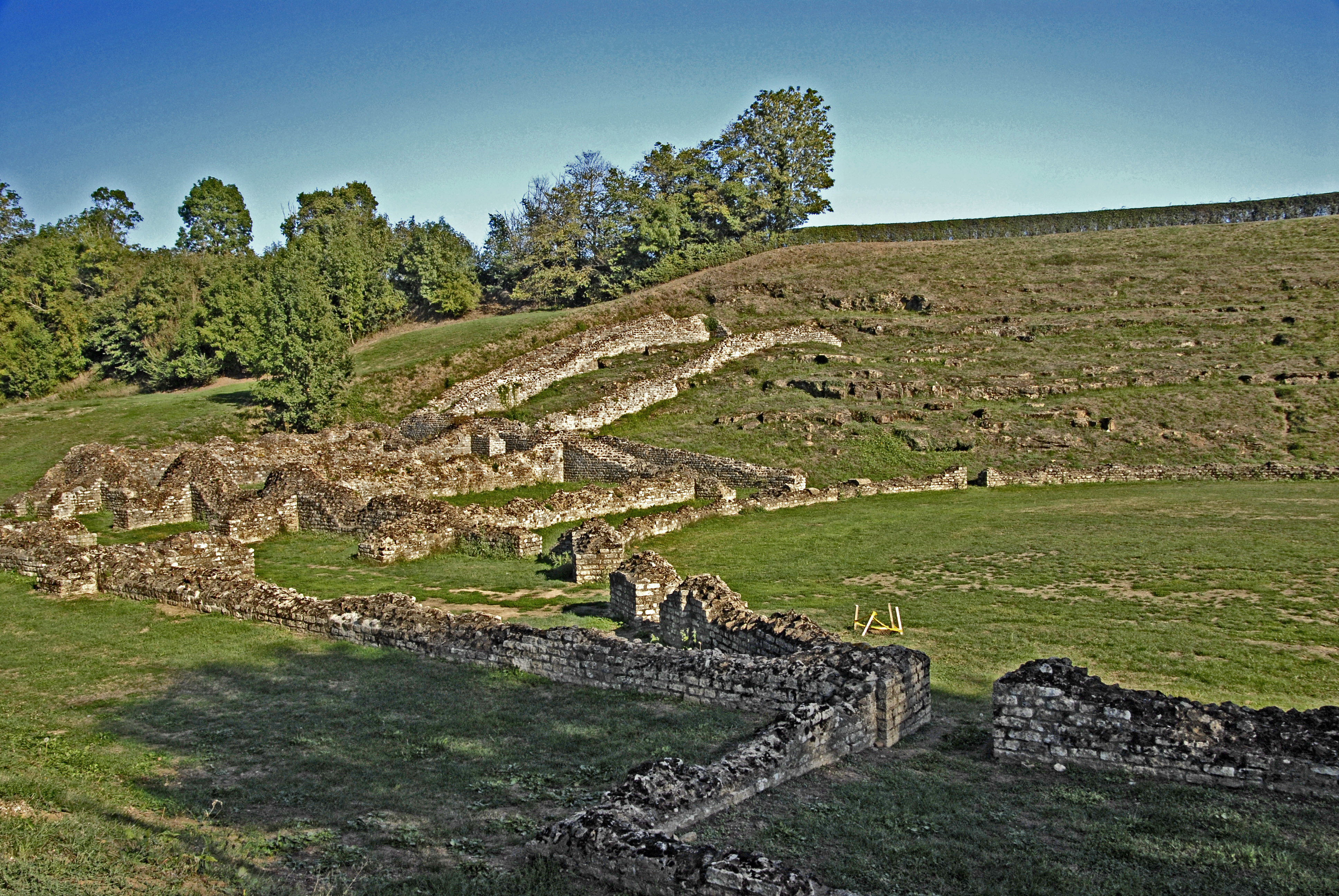
Amphitheater
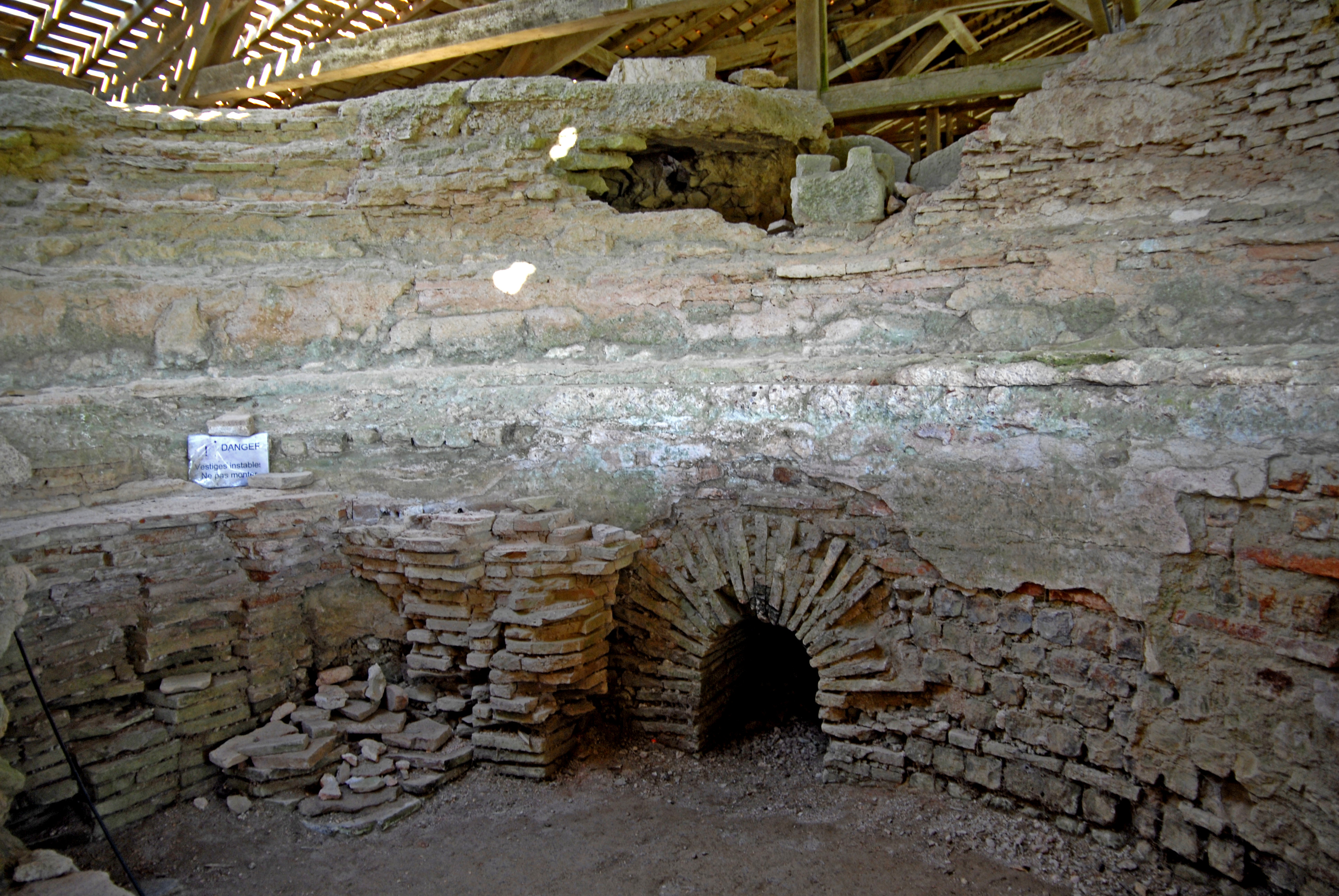
Thermen (Tepidarium)